# Bernard Grech
Bernard Grech (ur. 8 czerwca 1971 w Paoli) – maltański polityk i prawnik, parlamentarzysta, od 2020 lider Partii Narodowej.

## Życiorys
Wychowywał się w miejscowości Birżebbuġa. Ukończył studia prawnicze na Uniwersytecie Maltańskim, specjalizując się w prawie cywilnym. Podjął praktykę w zawodzie prawnika, zajął się m.in. prowadzeniem mediacji w sprawach rodzinnych i dotyczących prawa własności. Od 2011 angażował się w różne kampanie społeczne. Związał się z Partią Narodową, zyskiwał rozpoznawalność m.in. dzięki udziałowi w talk show Xarabank.
W październiku 2020 wygrał wybory na lidera Partii Narodowej, pokonując dotąd zajmującego to stanowisko Adriana Delię. W tym samym miesiącu dzięki rezygnacji jednego z posłów został dokooptowany w skład Izby Reprezentantów, przejął w konsekwencji również funkcję lidera opozycji. W 2022 został wybrany na posła w wyborach powszechnych, kierowana przez niego partia przegrała wówczas z Partią Pracy.